# María Teresa Rivera
Maria Teresa Rivera là một người bảo vệ nhân quyền phụ nữ, làm việc trong một quyền phá thai, từ El Salvador. Bà đã bị kết án 40 năm tù vì tội giết người nghiêm trọng vào năm 2011 sau khi bị sẩy thai. Bà đã thụ án 4 năm rưỡi trước khi được thả. Vào tháng 3 năm 2017, Rivera và đứa con trai 12 tuổi của bà đã được Cơ quan Di cư Thụy Điển cho tị nạn vì sợ rằng một công tố viên kháng cáo quyết định thả bà có thể dẫn bà trở lại nhà tù.
Đã có lệnh cấm phá thai ở El Salvador từ năm 1998. Năm quốc gia Mỹ Latinh khác cũng có lệnh cấm tương tự, bao gồm Chile, Haiti, Honduras, Nicaragua và Suriname.
bà hiện đang ủng hộ Quyền sinh sản tình dục (Quyền SRR) ở EI Salvador trong khi ở Thụy Điển, với Tổ chức Ân xá Thụy Điển và những người khác.

## Tuổi thơ
Rivera đến từ một ngôi làng nhỏ tên là La Libertad. Trong cuộc nội chiến, mẹ bà đã biến mất; Lúc đó Rivera 8 tuổi. Năm 8 tuổi, Rivera bị một kẻ lạ mặt tấn công và cưỡng hiếp khi đi dạo vào ban đêm. Sau sự cố này, bà và anh trai đã đến sống ở một trại trẻ mồ côi gần thủ đô. Bà hoàn thành giáo dục trung học  và làm việc trong các nhà máy và công việc bán lẻ. Tháng 5 năm 2005, bà có một bé trai. Mối quan hệ giữa Rivera và cha của đứa bé tan vỡ vì bạo lực gia đình. Rivera và mẹ chồng cũ của bà ấy đã duy trì mối quan hệ bền chặt và nuôi dưỡng con trai của Rivera với nhau.

## Vụ án
Thẩm phán trong vụ án của Rivera đã ghi nhận hai mẩu bằng chứng trước khi đưa ra phán quyết có tội. Ông chủ nhà máy của Rivera đã đưa ra một bằng chứng về việc Rivera đã tâm sự với anh ta như thế nào vào tháng 1 năm 2011 khi nghi ngờ bà có thai. Thẩm phán kết luận rằng Rivera, do đó, nhận thức được việc mang thai của cô. Báo cáo khám nghiệm tử thi cho biết em bé đã đủ tháng và chết vì ngạt trước khi sinh. Thẩm phán suy luận rằng nguyên nhân gây ngạt là do cố ý bôi nhọ. Anh ta kết án Rivera 40 năm tù. Rivera tranh luận về quyết định của thẩm phán, nói rằng bà ấy biết về cái thai bà ấy sẽ làm mọi cách để bảo vệ đứa bé.

## Tù giam
Khi ở trong nhà tù quá đông, Rivera thường được gọi là "sát thủ nhí". Bà đã làm những công việc nhỏ trong nhà tù như dọn nhà vệ sinh và thu gom rác để kiếm tiền. Trong thời gian ở tù, bà đã nhìn thấy con trai mình hai lần. CFDA đã bảo vệ pháp lý chống lại sự giam cầm của Rivera nhưng những kháng cáo này đã bị từ chối. Theo Tổ chức Ân xá Quốc tế, Rivera đã chia sẻ một phòng giam với 250 người. Vào ngày 20 tháng 5 năm 2016, bà được ra tù sau quyết định của tòa án để lật ngược lại lời kết tội của cô.

## Sau khi ra tù
Khi được trả tự do, bà cảm ơn những người ủng hộ Tổ chức Ân xá Quốc tế đã vận động cho việc phát hành của mình; 
 "Tôi đã chia sẻ kinh nghiệm của mình với những người khác - và cảm ơn Chúa rằng tôi không còn ở trong tù nữa. Tôi rất biết ơn mọi người đàn ông và phụ nữ đã theo dõi vụ án của tôi, với ngọn nến được thắp sáng đó, và ai hy vọng rằng tôi sẽ được tự do đó đã cho tôi rất nhiều sức mạnh, bởi vì nếu bạn tin vào điều đó ở bên ngoài, tôi phải tin rằng nó quá Trong El Salvador công lý đã được phục vụ và điều này cần phải xảy ra một lần nữa với "compañeras" của tôi, tôi hỏi tất cả mọi người... - Đàn ông và phụ nữ đã theo dõi trường hợp của tôi - để hỗ trợ họ. Tôi cũng sẽ tham gia cùng bạn. Tôi không có phương tiện kinh tế, nhưng tôi có sức mạnh đạo đức để giúp họ cảm thấy mạnh mẽ bằng cách giữ cho họ hy vọng rằng họ cũng sẽ được tự do và công lý sẽ được thực hiện. "  
 26 phụ nữ đã bị cầm tù vì gây ra sảy thai và đang thụ án từ 30 đến 40 năm tù. Những trường hợp như vậy, một số được gọi là "Las 17", đã nhận được sự chú ý của truyền thông ở El Salvador và quốc tế. Bà là người phụ nữ thứ ba của "Las 17" được phát hành.
Sau khi được trả tự do, bà cảm thấy khó có việc làm và được biết đến như một "kẻ giết trẻ em". Tổng chưởng lý cho biết quyết định trả tự do cho Maria Teresa Rivera sẽ bị kháng cáo.
Chính quyền Thụy Điển đã cho Rivera tị nạn vào ngày 17 tháng 3 năm 2017. Bà là người đầu tiên được cấp tị nạn ở Thụy Điển dựa trên cuộc đàn áp sau khi bất chấp lệnh cấm phá thai. Rivera được chính phủ Thụy Điển cấp cho nhà nhập cư cho mình và con trai.